# Teach Grant
Teach Grant (Toronto, 25 de enero de 1973) es un actor de cine y televisión canadiense, reconocido principalmente por interpretar el papel del villano Henry Bowers en la segunda entrega de la serie cinematográfica It en 2019. Inició su carrera en el cine norteamericano a finales de la década de 1990. En 2017 obtuvo una nominación a los Premios Leo en la categoría de mejor actor por su papel en la película canadiense Once There Was a Winter.

## Filmografía

### Cine
- 1999 - Limp
- 2000 - Becoming Dick
- 2005 - Gente poco corriente
- 2005 - Paper Moon Affair
- 2007 - Sueño sin retorno
- 2007 - Un enemigo en casa
- 2007 - Dos rubias muy rubias
- 2008 - La mejor época del año
- 2009 - Angel and the Badman
- 2009 - The Gambler, the Girl and the Gunslinger
- 2010 - Gunless
- 2010 - Repeaters
- 2011 - Vampire
- 2011 - Sisters & Brothers
- 2012 - El hombre de las sombras
- 2012 - Máxima condena
- 2014 - Leprechaun: Origins
- 2017 - Once There Was a Winter
- 2018 - Braven
- 2019 - It Chapter Two

### Televisión
- 2004 - La clave Da Vinci
- 2004 - Cold Squad
- 2005 - Into the West
- 2005 - Los 4400
- 2005 - The Dead Zone
- 2006 - Masters of Horror
- 2006 - Intelligence
- 2008 - Psych
- 2009 - The Guard
- 2010 - Fringe
- 2011 - V
- 2013 - Arctic Air
- 2013 - Almost Human
- 2014 - Rush
- 2015 - Strange Empire
- 2016 - The Flash
- 2016 - Zoo
- 2017 - Girlfriends' Guide to Divorce
- 2018 - Altered Carbon
- 2018 - Van Helsing
- 2019 - The Terror